# Michał Bonikowski
Michał Bonikowski (ur. 20 lutego 1979 w Wągrowcu) − polski projektant wzornictwa przemysłowego. Jeden z najczęściej nagradzanych polskich projektantów przemysłowych. Autor kilkuset wzorów przemysłowych i patentów.

## Działalność
W 2005 roku razem z Rafałem Piłatem założył Mindsailors Design Studio jako wewnętrzny dział projektowy dla grupy spółek należących do Starline International (późniejsze SL Technology), gdzie do momentu rozwiązania SL Technology w 2009 roku pełnił funkcję głównego projektanta. Od tego roku studio stało się niezależnym podmiotem.
W 2006 roku wygrał konkurs na projekt "Fontanny Wolności" w Poznaniu
W 2007 roku seria mebli Caprice zaprojektowana dla Koło Sanitec zdobyła wyróżnienie "Wybór roku".
W 2008 roku jego projekt pendrive’a Swing DUO zdobył nagrodę COMPUTEX TAIPEI Design & Innovation GOLD Award. W tym samym roku zdobył również nagrodę iF Product Design Award za projekt pendrive’a Sly’d oraz nominację do Designpreis za ten sam projekt.
W 2009 ponownie zdobył iF Product Design Award za projekt pendrive’a Z-Drive.
W 2010 roku otrzymał nagrodę Dobry Wzór za projekt zestawu mebli Domino dla Koło Sanitec. Ten sam projekt zdobył również nagrodę "Wybór roku".
W 2012 roku po raz kolejny zdobył nagrodę iF Product Design Award za projekt tokena bankowego Gemalto EZIO Plug & Sign.
W 2014 otrzymał, jako pierwszy polak, iF Product Design GOLD Award tzw. "Oscar designu" za projekt kostki elektronicznej do gier DICE+.
W 2015 roku nominowany do Design Alive Awards w kategorii Kreator. W tym samym roku otrzymał również po raz kolejny nagrodę "Dobry Wzór", tym razem w kategorii usług za projekt urządzenia do współdzielenia plików sher.ly oraz Złoty Medal MTP za projekt kominka wentylacyjnego VIRTUM. Został również Laureat trzeciego miejsca w plebiscycie "50 kreatywnych w biznesie" wg Brief.
Od 2017 roku, po opuszczeniu Mindsailors, prowadzi niezależną działalność projektową. W 2018 roku wraz z Mariką Jóźwiak stworzył Biuro Architektury Wnętrz Homessence.
W 2019 roku zaproszony do grona jurorów konkursu iF DESIGN AWARD 2020.